# Валтари
Валтари (на немски: Walthari; † вер. убит 546) e крал на лангобардите на среден Дунав през периода около 540 - 546 г.
Валтари е син на крал Вахо от родът на Летинги (Letingi) и третата му съпруга Зилинга (Silinga), дъщеря на краля на херулите Рудолф (Rudolf). При смъртта на баща му през 540 г. Валтари е още малолетен, поради което Аудоин от родът на династията Гаузи поел регентството. Понеже Аудоин искал да се качи на трона, премахнал след около седем години Валтари и станал крал.